# Alchemilla heterotricha
Alchemilla heterotricha är en rosväxtart som beskrevs av Werner Hugo Paul Rothmaler. Alchemilla heterotricha ingår i släktet daggkåpor, och familjen rosväxter. Inga underarter finns listade i Catalogue of Life.